# フィル・セルウェイ
フィリップ・ジェームズ・セルウェイ（英語: Philip James Selway、1967年5月23日 - ）は、イギリス・オックスフォードシャー出身のミュージシャン。
ロックバンド、レディオヘッドのドラマーとして知られる。他にドラムマシンやパーカッションなどのリズム楽器全般も扱う。アビンドン・スクール時代、エド・オブライエンの勧誘でトム・ヨーク/エド/コリンのバンド（後の『オン・ア・フライデー』）にドラマーとして加入する。その後は同メンバーたちと音楽活動を続けている。レディオヘッドのメンバーの中では最も年上。
アコースティック・ギターも所持しており、「ギタープレイ・歌唱共になかなかの腕前」と同バンドのコリン・グリーンウッドも賞賛している。あまり知られていないが、レディオヘッドのライブにおいてフィルはエドと共にバックコーラスを務めることもある（ゼア・ゼアなど）。
2010年にアルバム『Familial』でソロデビューを果たす。ドラマーとしてよりもシンガーソングライターとしてのフィルを押し出した内容となった。レディオヘッドメンバーのソロワークとしてはトム、ジョニーに続くものになる。2014年にもセカンドソロアルバム『Weatherhouse』をリリースした。

## 人物
スキンヘッドがトレードマーク。若い頃は完全なスキンヘッドではなかったが、それでもメジャー活動後はほぼそれに近い髪型をしていた。物静かで、自他共に認める温厚な性格である。ただ、トムによれば「怒らせると手に負えない」らしい。
現在のリヴァプール・ジョン・ムーア大学卒業。トムらが大学を卒業するまで、年上のフィルは一時期出版社に正社員として勤めていたことがある。

## プレイスタイル
全体的にドラムセットのチューニングは高く、それによって線の細いイメージのドラムスタイルを志向している。ミキシングでもそれほどドラムは全面に出ていない。
プロデューサーのナイジェル・ゴッドリッチもそのようなドラムサウンドの志向が強いことで知られているが、ナイジェルの関わりがないごく初期からそのようなドラムスタイルは形成されている。フィル自身は『ザ・ベンズ』の"ハイ・アンド・ドライ"のような雰囲気のあるドラムサウンドが最高としている。
ライブではベーシストのコリンとアイコンタクトしつつ、リズムを刻む。また白のジャケット・スーツを着ていることが多い。

## 私生活
Caitという名の女性と結婚。Leo、Jamie、Patrickの3人の息子がいる。2006年の6月にフィルの母親が亡くなり、アムステルダムでのコンサートが急きょキャンセルされ、8月に振替のコンサートが行われた。

## ソロ作品
- Familial （2010年）
- Running Blind EP （2011年）
- Weatherhouse （2014年）
- Strange Dance （2023年）